# Cyanoloxia
Cyanoloxia – rodzaj ptaków z rodziny kardynałów (Cardinalidae).

## Zasięg występowania
Rodzaj obejmuje gatunki występujące w południowo-wschodnim Meksyku, Ameryce Centralnej i Południowej.

## Morfologia
Długość ciała 14–18,5 cm; masa ciała 16–32,5 g.

## Systematyka

### Etymologia
Cyanoloxia: gr. κυανος kuanos – „ciemnoniebieski”; rodzaj Loxia Linnaeus, 1758.

### Podział systematyczny
Do rodzaju należą następujące gatunki:
- Cyanoloxia cyanoides (Lafresnaye, 1847) – indygówka stalowa
- Cyanoloxia rothschildii (E. Bartlett, 1890) – indygówka amazońska – takson wyodrębniony ostatnio z C. cyanoides[7][8].
- Cyanoloxia brissonii (M.H.C. Lichtenstein, 1823) – indygówka niebieska
- Cyanoloxia glaucocaerulea (d’Orbigny & Lafresnaye, 1838) – indygówka modra